# Oscaecilia equatorialis
Oscaecilia equatorialis é uma espécie de anfíbio gimnofiono da família Caeciliidae. É endémica do Equador, sendo apenas conhecida na província de Pichincha.